# Thelocactus bicolor
Thelocactus bicolor là một loài thực vật có hoa trong họ Cactaceae. Loài này được (Galeotti) Britton & Rose miêu tả khoa học đầu tiên năm 1922.

## Hình ảnh

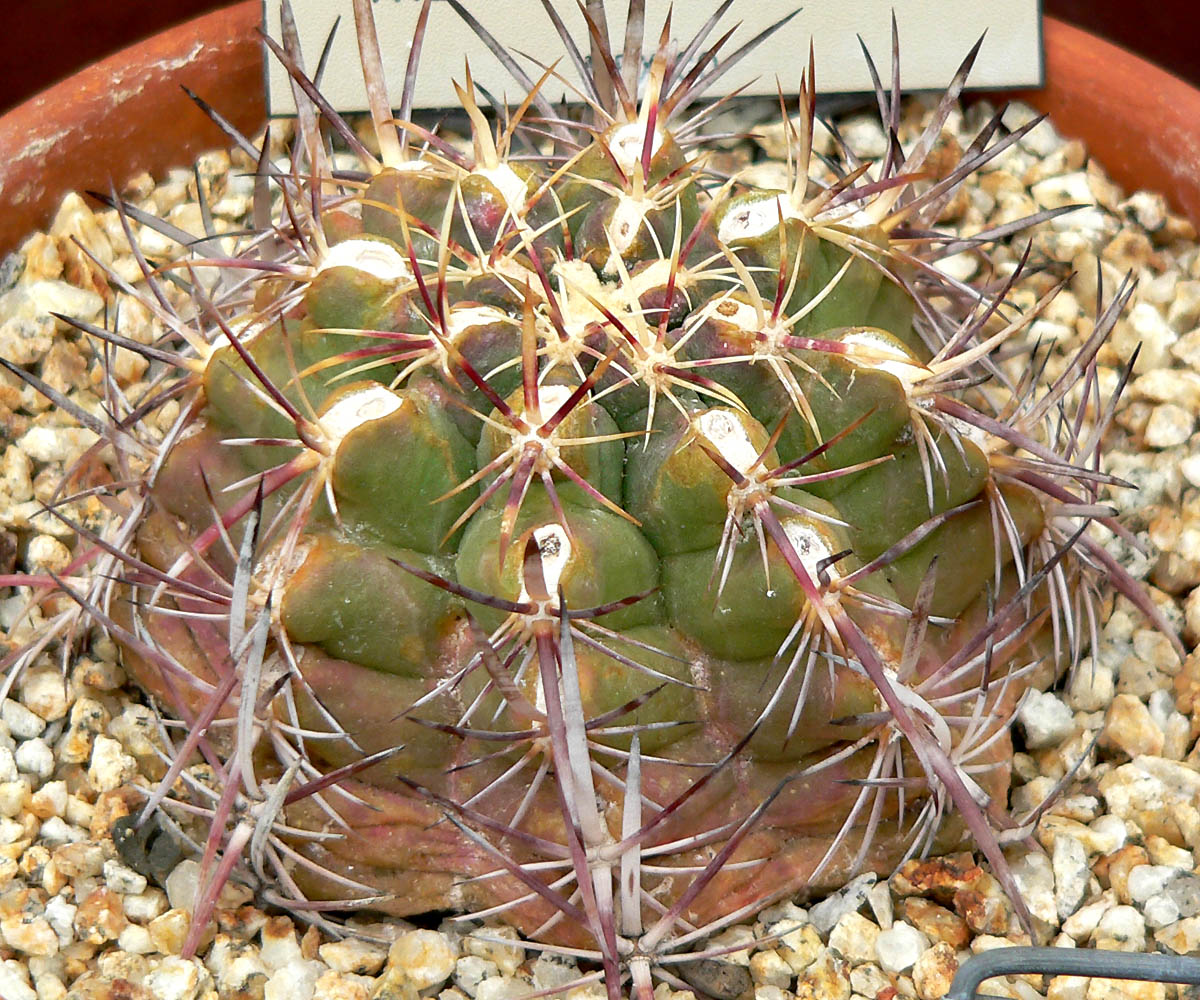
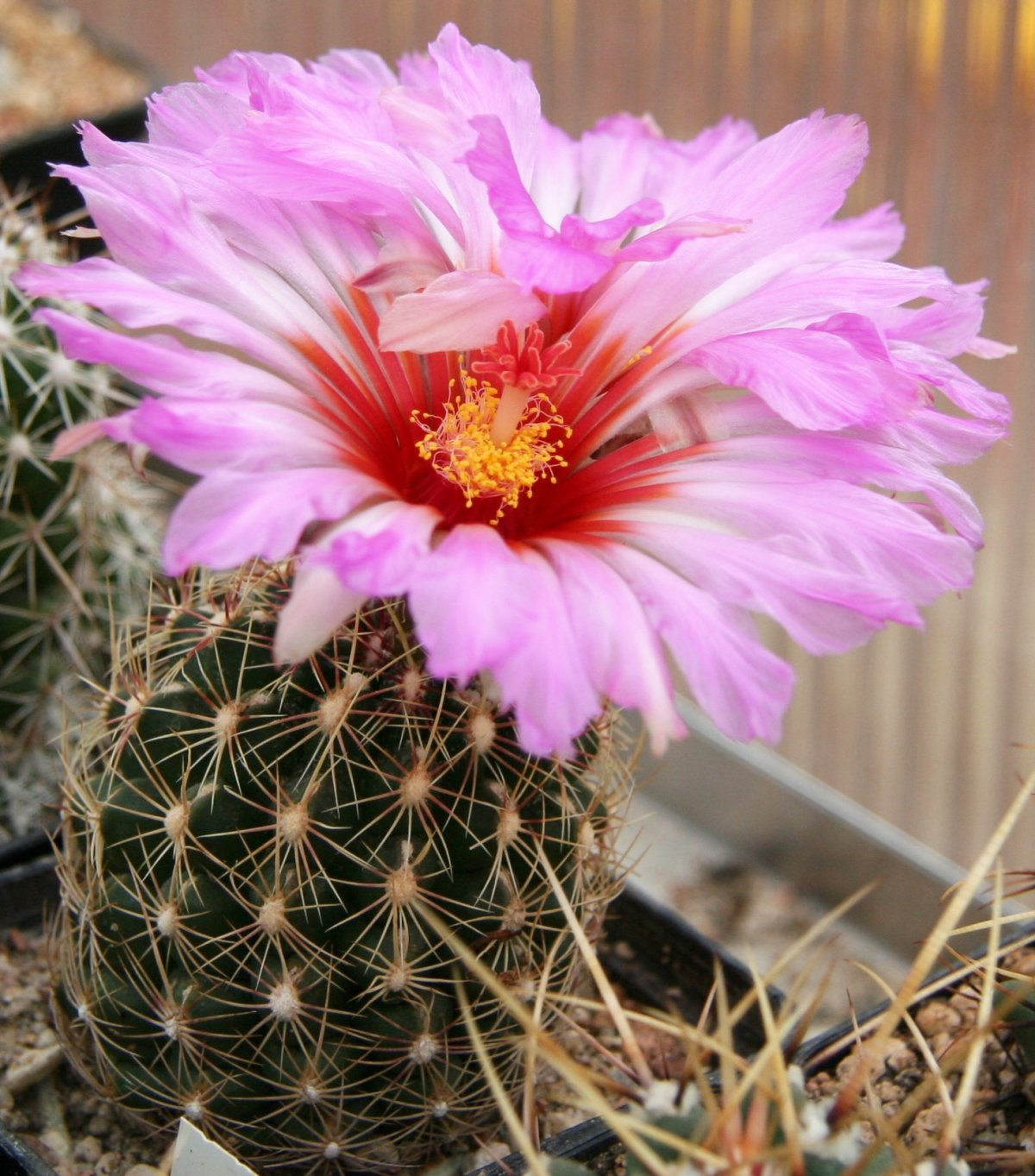
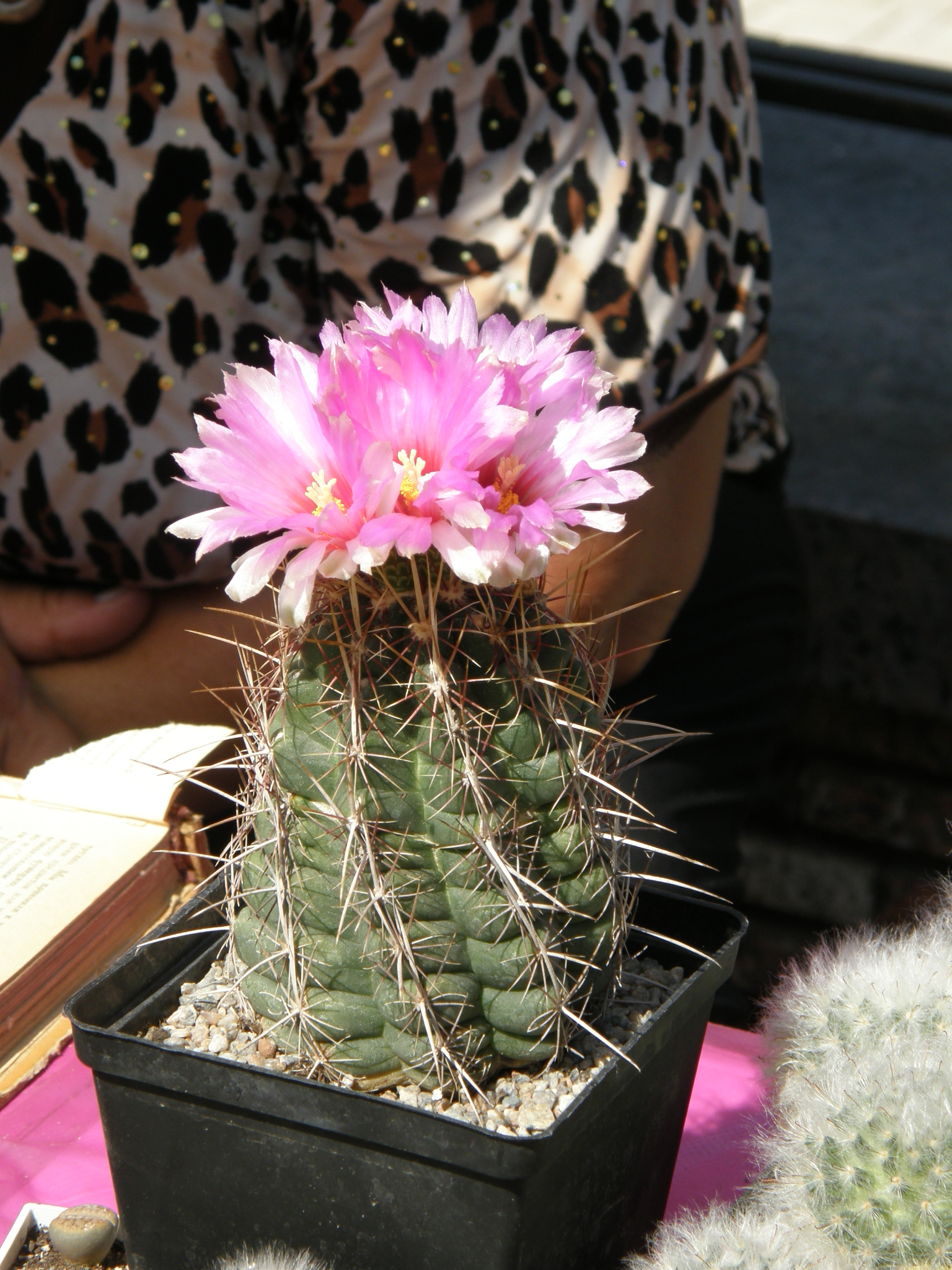
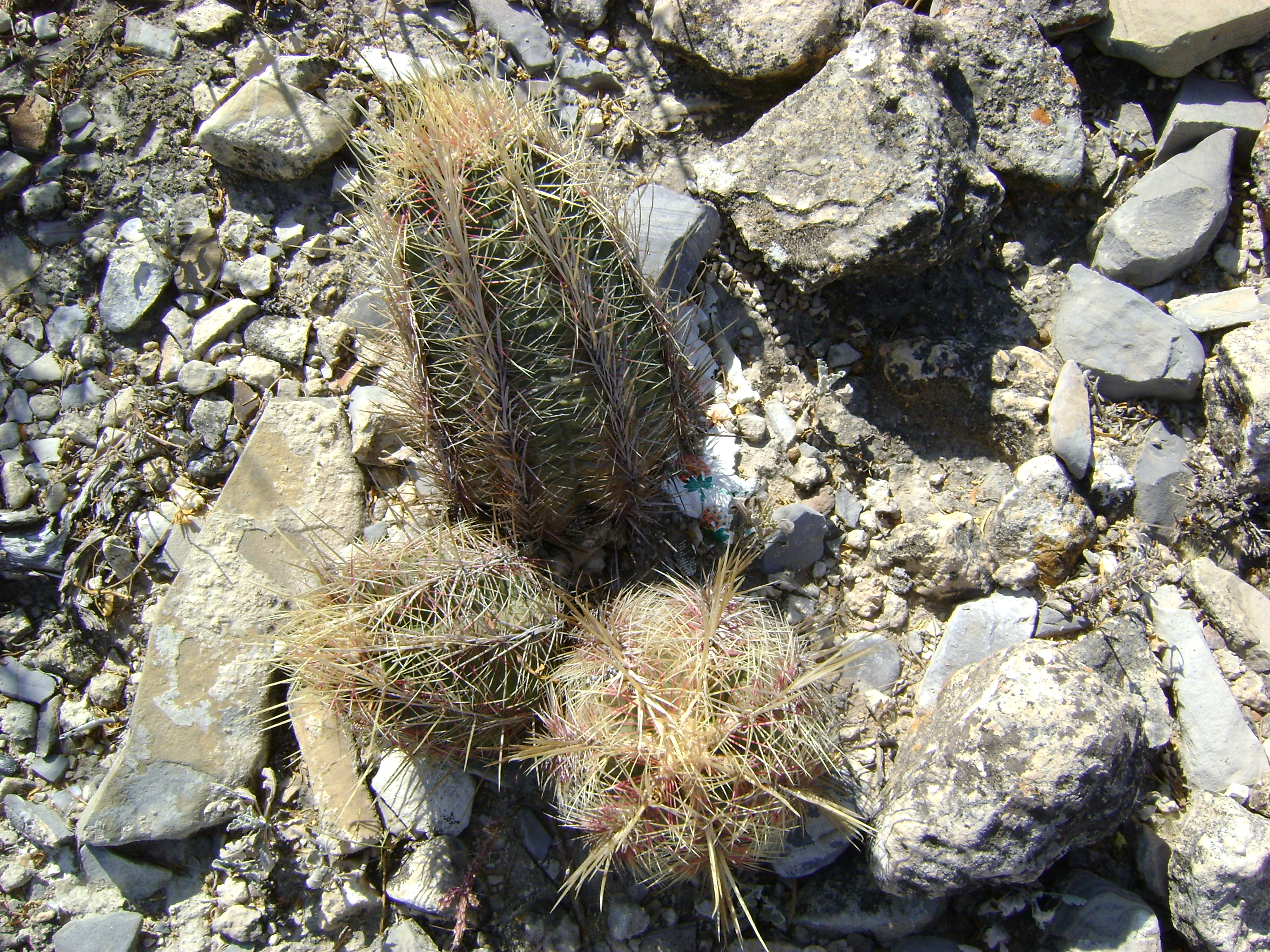
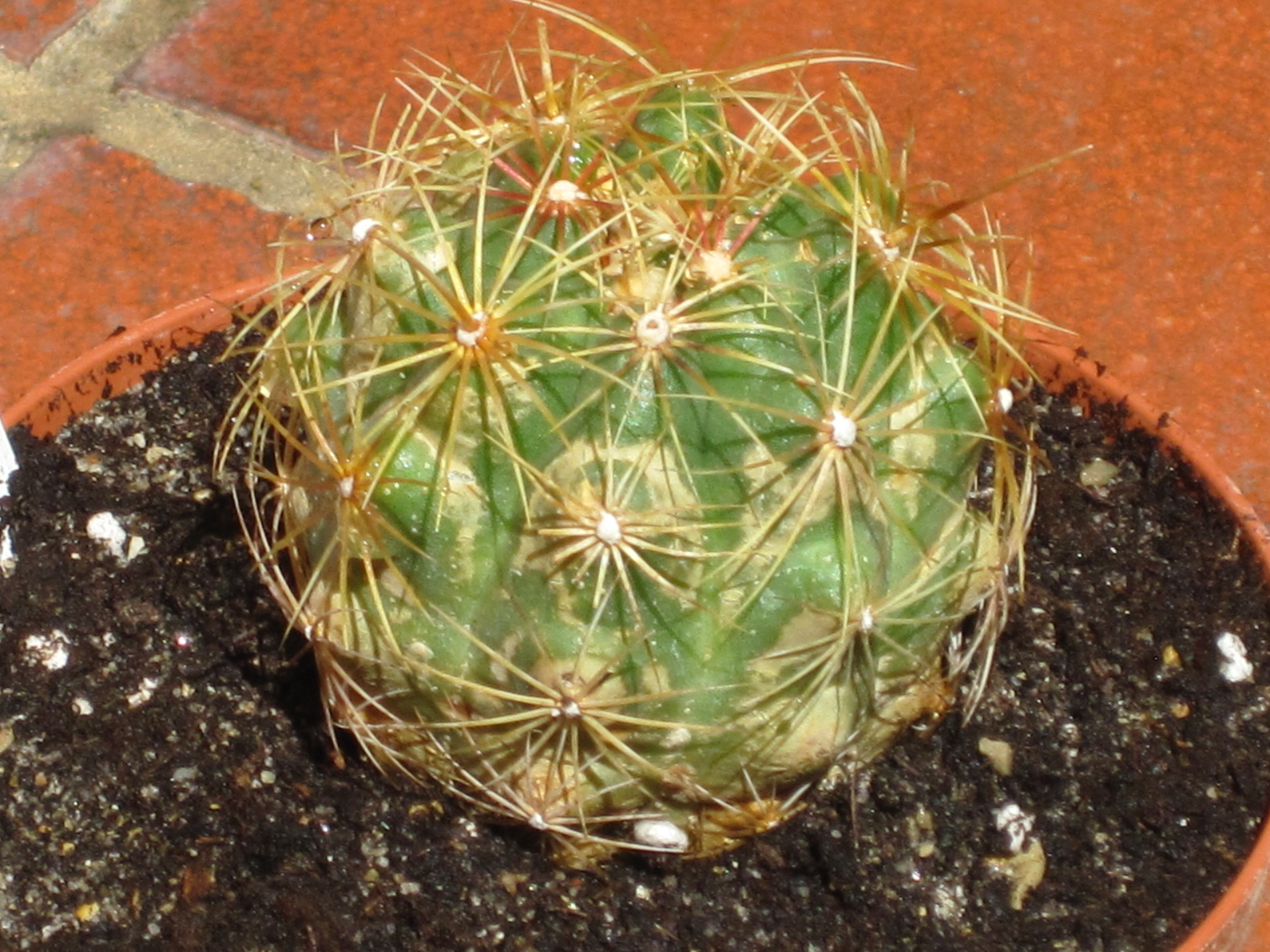